# Comarca d'Haro
La Comarca d'Haro, La Rioja, (Espanya). A la regió Rioja Alta, de la zona Valle.
Núm. de municipis: 26
Superfície: 444,86 {\displaystyle Km^{2}}
Població (2007): 20.353 habitantes
Densitat: 45,75 hab/{\displaystyle Km^{2}}
Latitud mitjana: 42º 33' 41" norte
Longitud mitjana: 2º 53' 58" oeste
Altitud mitjana: 561,42 msnm

## Municipis de la comarca
- Ábalos
- Anguciana
- Briñas
- Briones
- Casalarreina
- Cellorigo
- Cidamón
- Cihuri
- Cuzcurrita de Río Tirón
- Foncea
- Fonzaleche
- Galbárruli
- Gimileo
- Haro
- Ochánduri
- Ollauri
- Rodezno
- Sajazarra
- San Asensio
- San Millán de Yécora
- San Torcuato
- San Vicente de la Sonsierra
- Tirgo
- Treviana
- Villalba de Rioja
- Zarratón